# Taeyang
Dong Young-bae, född 18 maj 1988, mer känd som Taeyang (Hangul: 태양, Hanja: 太陽, betyder Sol), är en sydkoreansk sångare, modell och skådespelare. Efter att ha varit med i Jinuseans musikvideo "A-yo", började Taeyang träna under YG Entertainment vid 12 års ålder med bandmedlemmen och ledaren G-Dragon. Efter sex år av sångträning och dansträning, gjorde han sin debut 2006 som medlem av det populära koreanska bandet Big Bang.

## Karriär

### 2006—2008: Tidig start och debut med Big Bang
Taeyangs första framträdande i musikbranschen var med Maddic i hip-hop gruppen Jinuseans musikvideo A-yo.  Samarbete ledde honom eventuellt till audition i gruppens skivbolag YG Entertainment, där han blev en av rapparna med bandmedlemmen G-Dragon och före detta elev (nu en medlem av 2PM) Jun. K. De två blev senare myntade som GDYB. 2003, Taeyang skrev versen till Wheesungs singel "Player" på det senare andra albumet.
Trots att det var tänkt att Taeyang skulle göra debut med G-Dragon som duon GDYB, skrotades idén av deras skivbolag. Istället anslöt de sig med fyra andra elever (T.O.P., Daesung, Seungri, och Hyun Seung) för att forma gruppen Big Bang. Gruppens bildning var dokumenterad på television som en dokumentär. Före deras officiella debut, fick Hyun Seung lämna gruppen och slutade med fem medlemmar.  Välja artistnamnet Taeyang (Hangul: 태양, betyder sol), övergav Taeyang idén om att rappa för att fokusera på att sjunga. Deras första album, Since 2007, var en okej succé, och inkluderade Taeyangs första solo sång "Ma Girl."  Gruppen fick jättebra succé och blev en av ”mainstream” artisterna med släppningen av låten "Lies" (Hangul: 거짓말; Omarbetad romanisering: Geojitmal) från deras 2007 mini-album Always, som toppad flera topplistor vid sin släppning. Singlarna "Last Farewell" (Hangul: 마지막 인사; Revised Romanization: Majimak Insa) från mini-albumet Hot Issue och  "Day after Day" (Korean: 하루하루; Revised Romanization: Haru Haru) från Stand Up, blev också högt lagda på topplistorna.

### 2008: Solokarriären

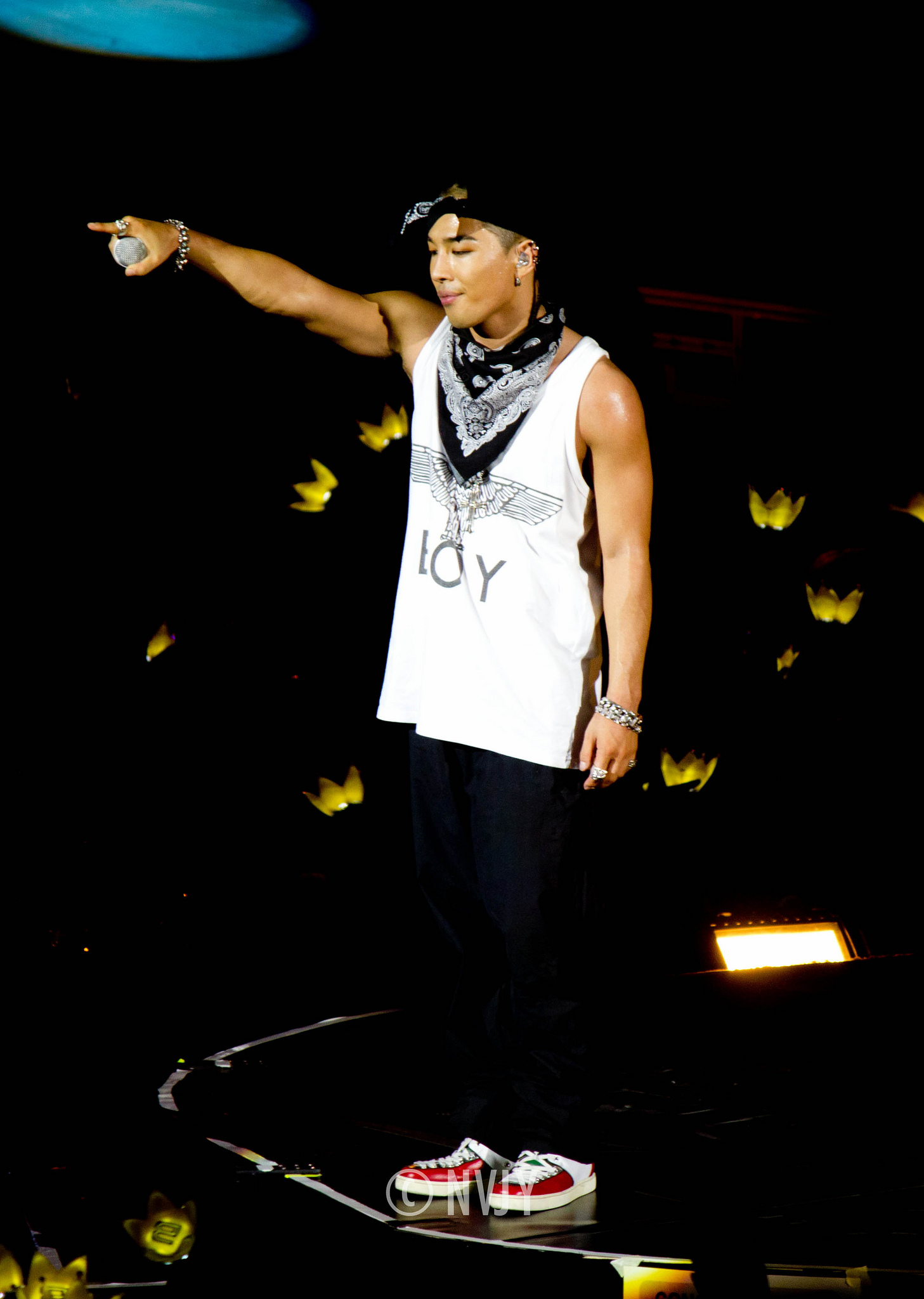
Taeyang uppträder på Alive World Tour i september 2012

Efter att ha bidragit till sångaren Lexys album, var det planerat att Taeyang skulle släppa ett soloalbum i september, men projektet fördröjdes. Taeyang släppte sitt debut mini-album Hot 22 maj 2008, uppbackad av ett produktionsteam som inkluderade 1TYM's Teddy Park, Yang Hyun Suk, Kush, och  bandmedlemmen G-Dragon. Taeyang var bortom hip-hop genre av Big Bang och hade mest R&B låtar i albumet, konstaterande att det var "huvudfokuset".  Han förmedlade att han var besviken, och erkände att han inte skrivit någon av låtarna. Han sa också att han skulle göra det i framtiden för att fullt ut uttrycka sina känslor, tankar och idéer i  sin musik.
Den första singel som släpptes var "Only Look At Me" (Hangul: 나만 바라봐), en R&B låt skriven av Teddy och Kush.  Han fick bra respons för låten. Senare spelade G-Dragon en "Part Two" version av låten. Den andra singel var "Prayer (Hangul: 기도)" som Teddy of 1TYM var med i. Marknadsföringsvideor var inspelade för båda.  Som stödt till sitt album hade han också sin första solokonsert, Hot.  Senare, fick Taeyang två priser från den ”Sjunde Koreanska Musik Utmärkelserna”: Bästa R&B/Soul låt för "Only Look At Me" och Bästa R&B/Soul Album. Taeyang är den första "Idol grupp" eller pojkband medlem att få sådana priser.
Den mesta tiden under 2009 bidrog Taeyang till gruppens aktiviteter och spelade in låten "Lollipop" med sin grupp och skivbolagets 2NE1. Senare flög han till Japan för att göra PR för gruppens japanska album. Efter att Big Bangs aktiviteter slutat, åkte han tillbaka till studion för att förbereda för de kommande soloaktiviteterna. Taeyang släppte sin första singel "Where U At", följd av en annan digital singel, "Wedding Dress".  Marknadsförings videor var spelades in för både "Where U At" och "Wedding Dress." "Wedding Dress" var röstad #3 på en online röstning för en holländsk radio station.
Taeyangs första fullängdsalbum Solar släpptes 1 juli 2010. Det fanns två versioner av detta album - den “Vanliga Versionen” och “Deluxe Versionen”. Den vanliga versionen hade bara 11 låtar, medan deluxe-versionen som bara finns 30,000 kopior av hade 13 låtar, inkluderat “Only Look At Me” och “Prayer" från Hot.  På den första dagen som Taeyangs soloalbum "Solar" släpptes, 1 juli, såldes deluxe versionen av albumet  ut, alla 30,000 kopior.  Albumet skäpptes senare till iTunes, toppade som nummer två på iTunes' Topp R&B-Soul album topplista i U.S.A och som nummer ett på Kanadas, vilket som gjorde honom den första asiatiska musikern att som lyckats med det.  Två singlar släpptes för pr: "I Need A Girl" feat. bandmedlemmen G-Dragon och Sandara Park, och "I'll Be There." Vid slutet av 2010, 
I Need A Girl(4 Veckor) I'll Be There(1 Vecka) Only Look At Me(3 Veckor) Korean Song Music Chart's Win. 
Taeyang vann priset för den "Bästa Manliga Artist" vid de 2010 Mnet Asian Music Awards vid slutet av året och Seoul Music Awards "Bästa Manliga Artist" prisets.

### 2011-12
Under 2011 avbröt Big Bang tillfälligt deras aktiviteter efter de släppte Tonight EP på grund av Daesungs olycka och G-Dragons marijuana incident. Han deltog 2011 MTV EMA:s med sin grupp Big Bang, som vann priset för Bästa Världs Akt.

### 2013-14: Singel och Rise Album
Taeyangs singel "Ringa Linga" släpptes 9 november 2013. Taeyang kom på 33:e plats på Kritikernas Lista av de "100 Snyggaste Ansikten 2013". Den 17 maj 2014 meddelade YG att Taeyangs nya album skulle släppas den 2 juni 2014 med titeln troliga titeln 'Rise'. Efter 'Rise' släpptes den 2 juni, gjorde den en "All-Kill" i Korea (1:a på alla topplistor) och var 1:a på iTunes Album topplista i 10 länder (topp 50 i 21 länder). När 'Rise' gjorde som bäst var den 1:a på iTunes R&B/SOUL Album topplista i 19 länder som inkluderar länder som USA, Storbritannien, Kanada, Australien, Ryssland, Hong Kong och Danmark (topp 50 i 25 länder). Rise blev det träde mest toppade K-pop album och även det mest toppade K-pop album av en soloartist, med debut på Billboard listan som 112:e plats på Billboard Hot 200, 1:a på Billboard World Albums topplistan, och 1:a på Heatseekers Album topplista.

## Privatliv
Taeyang studerade vid Seoul Korean Traditional Art Gymnasium och Daejin Universitet i Teater & Film.
Han är en hängiven kristen och har många tro-inspirerade tatueringar på ryggen och revbenen av ett kristet kors.

## Diskografi

### EPs
- Hot (2008)

### Singel
- Ma Girl (2006)
- Prayer (2008)
- Only Look At Me (2008)
- Where U At (2009)
- Wedding Dress (2009)
- I Need A Girl (2010)
- I'll Be There (2010)
- Ringa Linga (2013)
- Eyes, Nose, Lips

#### Samarbetsalbum
- Good Boy med G-Dragon (GDYB) (2014)

### Album
- Solar (2010)
- Solar International (2010)
- RISE (2014)

### Japanska album
- RISE (2014)

### Livealbum
- Hot Live Concert Tour DVD (2008)
- Solar Live Concert Tour DVD (2010)
- GDYB (G-Dragon och Taeyang) Paris Photobook (2014)
- Rise Japan Tour 2014 DVD (2015)

## Solo-konsertturné
- Hot  Konsertturné (2008)
- Solar  Konsertturné (2010)

## Topplistade låtar
| År   | Singel                                           | Topposition | Album               |
| ---- | ------------------------------------------------ | ----------- | ------------------- |
| År   | Singel                                           | [ 21 ]      | Album               |
| 2006 | "My Girl" (Taeyang solo)                         | 12          | Since 2007          |
| 2008 | "Prayer" (feat. Teddy) ("기도," Gido)            | 3           | Hot                 |
| 2008 | "Look Only At Me" ("나만 바라봐," Naman barabwa) | 1           | Hot                 |
| 2008 | "Ma Girl" (Japanese version) (Taeyang solo)      | 14          | With U              |
| 2009 | "Where U At"                                     | 3           | Solar               |
| 2009 | "Wedding Dress" ("웨딩드레스," Wedingdeureseu)   | 1           | Solar               |
| 2010 | "I Need a Girl" (feat. G-Dragon Sandara Park)    | 1           | Solar               |
| 2010 | "I'll Be There"                                  | 1           | Solar International |

## Music Chart Wins

### Music Bank
| År   | Datum   | Låt             |
| ---- | ------- | --------------- |
| 2010 | 16 juli | "I Need A Girl" |

### Inkigayo
| År   | Datum   | Låt                          |
| ---- | ------- | ---------------------------- |
| 2008 | 6 juli  | "Only Look At Me"            |
| 2008 | 13 juli | "Only Look At Me"            |
| 2008 | 20 juli | "Only Look At Me"            |
| 2010 | 18 juli | "I Need A Girl" ft. G-Dragon |
| 2010 | 25 juli | "I Need A Girl" ft. G-Dragon |

### M! Countdown
| År   | Datum       | Låt                          |
| ---- | ----------- | ---------------------------- |
| 2008 | 19 juni     | "Only Look At Me"            |
| 2008 | 26 juni     | "Only Look At Me"            |
| 2008 | 3 juli      | "Only Look At Me"            |
| 2010 | 8 juli      | "I Need A Girl" ft. G-Dragon |
| 2010 | 15 juli     | "I Need A Girl" ft. G-Dragon |
| 2010 | 2 september | "I'll Be There"              |

### Featured & Medverkande singlar
| 2002                                                                                        | "Unfold at a Higher Place" (GDYB)                           | — | — | YG Family 2nd Album (Why Be Normal?) |
| 2002                                                                                        | "Everybody Get Down" (SWI.T Ft. Taeyang)                    | — | — |                                      |
| 2003                                                                                        | "Player" (Wheesung Ft. Taeyang)                             | — | — | It's Real                            |
| 2006                                                                                        | "Run" (Se7en Ft. Taeyang)                                   | — | — | 24/7                                 |
| 2006                                                                                        | "Give Me Permission" Se7en Ft. Taeyang)                     | — | — | Se7olution                           |
| 2007                                                                                        | "Get Up" (Lexy Ft. Taeyang)                                 | — | — | Rush                                 |
| 2007                                                                                        | "Rush" (Lexy Ft. Taeyang)                                   | — | — | Rush                                 |
| 2007                                                                                        | "Super Fly" (Lexy Ft. Taeyang, G-Dragon, and T.O.P.)        | — | — | Rush                                 |
| 2007                                                                                        | "Should Have Loved You Less" (Kim Johan Ft. Taeyang)        | — | — | Soul Family with Jo Han              |
| 2008                                                                                        | "Real Talk" (YMGA Ft. Taeyang)                              | — | — | Made in ROK                          |
| 2009                                                                                        | "Friend" (T.O.P and Taeyang)                                | — | — | Friend, Our Legend OST               |
| 2009                                                                                        | "Korean Dream" (G-Dragon Ft. Taeyang)                       | — | — | Heartbreaker                         |
| 2009                                                                                        | "Hallelujah" (T.O.P., G-Dragon, and Taeyang)                | — | — | IRIS OST                             |
| 2010                                                                                        | "Fall in Love" (Thelma Aoyama Ft. Taeyang)                  | — | 4 | Love! 2 - Thelma Best Collection     |
| 2011                                                                                        | "By Instinct Remix" (Swings Ft. Taeyang and Yoon Jong Shin) | — | — |                                      |
| 2011                                                                                        | "Tomorrow" (Tablo Ft. Taeyang)                              | 2 | — | Fever's End Part 2                   |
| "—" betecknar släppande som inte kom med på topplista eller inte var släppt i den regionen. |                                                             |   |   |                                      |

## Filmografi
| År   | Film         | Roll |
| ---- | ------------ | ---- |
| 2001 | Besame Mucho |      |

| År   | Titel                           | Officiell MV på YouTube | Anteckning            |
| ---- | ------------------------------- | ----------------------- | --------------------- |
| 2001 | Jinusean - "AYO"                | YGEntertainment         | Yngre version av Sean |
| 2002 | YG Family - "YMCA 야구단"       | YGEntertainment         | Cameo                 |
| 2003 | 1TYM - "Hot 뜨거"               | YGEntertainment         | Cameo                 |
| 2006 | "MA GIRL"                       |                         |                       |
| 2008 | "PRAYER (기도)"                 | BIGBANG                 |                       |
| 2008 | "ONLY LOOK AT ME (나만 바라봐)" | BIGBANG                 |                       |
| 2009 | "Where U At"                    | YGEntertainment         |                       |
| 2009 | "Wedding Dress"                 | YGEntertainment         |                       |
| 2010 | Thelma Aoyama - "Fall in Love"  |                         |                       |
| 2010 | "I Need a Girl"                 | YGEntertainment         |                       |
| 2010 | "I'll Be There"                 | YGTAEYANG               |                       |
| 2010 | GD & TOP - "High High"          |                         | Cameo                 |
| 2011 | Tablo - "Tomorrow"              | ygtablo                 |                       |
| 2012 | G-Dragon - "One of a Kind"      | BIGBANG                 | Cameo                 |
| 2013 | G-Dragon - "MichiGO"            |                         | Cameo                 |
| 2013 | CL - "The Baddest Female"       |                         | Cameo                 |

## Solopriser
| År   | Priser |
| ---- | --- |
| 2008 | - The 6th Korean Music Awards: Bästa R&B/Soul låt - 나만 바라봐 (Only Look At Me) - The 6th Korean Music Awards: Bästa R&B/Soul Album - Hot - 2008 Naver Music Årets låt – "Only Look At Me"          |
| 2010 | - 12th Mnet Asian Music Awards: Bästa Manliga Sångare priset - 2010 Allkpop Awards: Bästa Manliga Solo Artist - 2010 Korean Popular Culture & Art Award:Minister Commendation for Culture and Tourism |
| 2011 | - 8th Korean Music Awards: Årets Manliga Musiker Netizen Röst |